# Anton Laufenstein
Anton Laufenstein (1791 – 11. května 1871 Lublaň) byl kraňský a rakouský úředník a politik, během revolučního roku 1848 poslanec rakouského Říšského sněmu.

## Biografie
Pocházel z korutanské rodiny. Vystudoval gymnázium v Salcburku a univerzitu v Landshutu. Když se po pádu Napoleona vrátily Ilyrské provincie k Rakousku, byl vyslán jako úředník do Villachu. Působil jako okresní hejtmanem v Lublani (od roku 1827) a Postojne (od roku 1839, od roku 1842 zde i vládním radou). V roce 1844 se stal okresním hejtmanem a ředitelem gymnázia v Novém mestu. Byl veřejně aktivní. Působil v organizaci Kmetijska družba a Kraňské historické společnosti. Během svého působení v Novém mestě zasílal úřadům zprávy o neudržitelnosti poddanství.
Během revolučního roku 1848 se výrazně zapojil do politického dění. Zasedal na provizorním Kraňském zemském sněmu, kde zastupoval Novo mesto a hájil razantní volební reformu, rozpuštění sněmu a zvolení nového, který by měl výraznější zastoupení venkovských obcí. V celostátních volbách roku 1848 byl zvolen na rakouský ústavodárný Říšský sněm. Zastupoval volební obvod Višnja Gora. Uvádí se jako krajský hejtman. Patřil ke sněmovní levici. Byl členem ústavního výboru. Vyslovil se pro zachování samostatné existence Kraňska a Korutan, čímž se stal spojencem českých poslanců, zejména v otázce pravomocí zemských vlád. Prosazoval široce definované volební právo, bez volebního cenzu.
Po porážce revoluce byl zbaven svého povolání, až od roku 1854 nastoupil k zemské vládě v Lublani.
V roce 1842 mu Ivan Repnik věnoval anonymní báseň, což podle autorů slovinského biografického slovníku dokazuje, že Laufenstein měl pochopení pro potřeby Kraňska.